# Theodorus Hubertus Moors
Theodorus Hubertus Moors MSC (* 7. November 1912 in Tungelroy; † 18. März 2003) war ein niederländischer römisch-katholischer Ordensgeistlicher und Bischof von Manado in Indonesien.

## Leben
Theodorus Hubertus Moors trat der Ordensgemeinschaft der Herz-Jesu-Missionare bei und empfing am 13. März 1937 die Priesterweihe.
Papst Paul VI. ernannte ihn am 13. April 1967 zum Titularbischof von Choba und zum Weihbischof in Manado. Der Apostolische Pro-Nuntius in Indonesien, Erzbischof Salvatore Pappalardo, spendete ihm am 25. Juli desselben Jahres die Bischofsweihe; Mitkonsekratoren waren Nicolas Verhoeven MSC, Bischof von Manado, und Pieter Jan Antoon Moors, Bischof von Roermond.
Der Papst ernannte ihn am 26. Juni 1969 zum Bischof von Manado. Am 8. Februar 1990 nahm Papst Johannes Paul II. seinen altersbedingten Rücktritt an.